# Protula pacifica
Protula pacifica är en ringmaskart som beskrevs av Pixell 1912. Protula pacifica ingår i släktet Protula och familjen Serpulidae. Inga underarter finns listade i Catalogue of Life.